# Caterina di Savoia
Caterina di Savoia (1302 circa – Rheinfelden, 30 settembre 1336) è stata una principessa di Casa Savoia che fu Duchessa d'Austria, dal 1310 al 1326.

## Origine
Caterina era la figlia secondogenita di Amedeo V, Conte di Savoia, d'Aosta e di Moriana, e della sua seconda moglie, Maria di Brabante.

## Biografia
Suo padre Amedeo era al suo secondo matrimonio, avendo sposato in prime nozze Sibilla de Baugé; quando nel 1307 Amedeo fece testamento, dichiarò suo erede universale nel Contado di Savoja il figlio Edoardo e definì anche i vari lasciti sia ai figli di primo letto, Aimone, Eleonora, Margherita e Agnese, che agli eventuali di secondo letto.
Le sorellastre e la sorella maggiore di Caterina erano state destinate dalla politica matrimoniale perseguita da Amedeo a sposare vari principi confinanti con l'obiettivo di assicurare alla Contea di Savoia gli appoggi per mantenere ed ampliare i propri feudi.
Per Caterina suo padre riuscì a concludere trattative matrimoniali con gli Asburgo: il 20 aprile 1310, a Zurigo, fu siglato un documento di matrimonio tra Caterina e il Duca d'Austria e di Stiria Leopoldo d'Asburgo, alla presenza della madre di Caterina, la contessa di Savoia Maria di Brabante, della mamma dello sposo, la regina dei Romani, Elisabetta di Tirolo-Gorizia e dei fratelli dello sposo, Federico, Enrico, Alberto e Ottone.
Ill matrimonio fu celebrato Basilea il 26 maggio 1315.
Caterina rimase vedova pochi anni dopo: suo marito morì a Strasburgo il 26 febbraio 1326 e fu inumato a Königsfeld.
Caterina morì nel 1336.

## Figli
Caterina diede al marito due figlie femmine:
- Caterina (9 febbraio 1320-28 settembre 1349), che sposò in prime nozze Enguerrand VI de Coucy[6], e in seconde nozze Corrado II di Hardegg, Burgravio di Magdeburgo; morì di peste assieme al secondo marito;
- Agnese, che sposò il duca Bolko II di Świdnica[6], dal quale non ebbe figli.

## Ascendenza
|                         |                        |                                | Genitori                  |  |  | Nonni |  |  | Bisnonni            |  |  | Trisnonni             |  |
|                         |                        |                                |                           |  |  |       |  |  | Tommaso I di Savoia |  |  | Umberto III di Savoia |  |
|                         |                        |                                |                           |  |  |       |  |  | Tommaso I di Savoia |  |  | Umberto III di Savoia |  |
|                         |                        | Beatrice di Mâcon              |                           |  |  |       |  |  | Tommaso I di Savoia |  |  |                       |  |
| Tommaso II di Savoia    |                        |                                |                           |  |  |       |  |  | Tommaso I di Savoia |  |  |                       |  |
|                         |                        | Margherita di Ginevra          | Guglielmo I di Ginevra    |  |  |       |  |  |                     |  |  |                       |  |
|                         |                        | Margherita di Ginevra          | Guglielmo I di Ginevra    |  |  |       |  |  |                     |  |  |                       |  |
|                         |                        | Margherita di Ginevra          | Beatrice di Faucigny      |  |  |       |  |  |                     |  |  |                       |  |
| Amedeo V di Savoia      |                        | Margherita di Ginevra          |                           |  |  |       |  |  |                     |  |  |                       |  |
|                         |                        | Teodoro III Fieschi di Lavagna | Ugo Fieschi di Lavagna    |  |  |       |  |  |                     |  |  |                       |  |
|                         |                        | Teodoro III Fieschi di Lavagna | Ugo Fieschi di Lavagna    |  |  |       |  |  |                     |  |  |                       |  |
|                         |                        | Teodoro III Fieschi di Lavagna | Brumisan di Grillo        |  |  |       |  |  |                     |  |  |                       |  |
| Beatrice Fieschi        |                        | Teodoro III Fieschi di Lavagna |                           |  |  |       |  |  |                     |  |  |                       |  |
|                         |                        | Simona della Volta             | Raimondo della Volta      |  |  |       |  |  |                     |  |  |                       |  |
|                         |                        | Simona della Volta             | Raimondo della Volta      |  |  |       |  |  |                     |  |  |                       |  |
|                         |                        | Simona della Volta             | …                         |  |  |       |  |  |                     |  |  |                       |  |
| Caterina di Savoia      |                        | Simona della Volta             |                           |  |  |       |  |  |                     |  |  |                       |  |
|                         | Enrico III di Brabante | Enrico II di Brabante          |                           |  |  |       |  |  |                     |  |  |                       |  |
|                         | Enrico III di Brabante | Enrico II di Brabante          |                           |  |  |       |  |  |                     |  |  |                       |  |
|                         | Enrico III di Brabante | Maria di Svevia                |                           |  |  |       |  |  |                     |  |  |                       |  |
| Giovanni I di Brabante  | Enrico III di Brabante |                                |                           |  |  |       |  |  |                     |  |  |                       |  |
|                         |                        | Alice di Borgogna              | Ugo IV di Borgogna        |  |  |       |  |  |                     |  |  |                       |  |
|                         |                        | Alice di Borgogna              | Ugo IV di Borgogna        |  |  |       |  |  |                     |  |  |                       |  |
|                         |                        | Alice di Borgogna              | Yolanda di Dreux          |  |  |       |  |  |                     |  |  |                       |  |
| Maria di Brabante       |                        | Alice di Borgogna              |                           |  |  |       |  |  |                     |  |  |                       |  |
|                         |                        | Guido di Dampierre             | Guglielmo II di Dampierre |  |  |       |  |  |                     |  |  |                       |  |
|                         |                        | Guido di Dampierre             | Guglielmo II di Dampierre |  |  |       |  |  |                     |  |  |                       |  |
|                         |                        | Guido di Dampierre             | Margherita II di Fiandra  |  |  |       |  |  |                     |  |  |                       |  |
| Margherita di Dampierre |                        | Guido di Dampierre             |                           |  |  |       |  |  |                     |  |  |                       |  |
|                         |                        | Matilde di Bethune             | Roberto VII di Bethune    |  |  |       |  |  |                     |  |  |                       |  |
|                         |                        | Matilde di Bethune             | Roberto VII di Bethune    |  |  |       |  |  |                     |  |  |                       |  |
|                         |                        | Matilde di Bethune             | Elisabetta di Morialmez   |  |  |       |  |  |                     |  |  |                       |  |
|                         |                        | Matilde di Bethune             |                           |  |  |       |  |  |                     |  |  |                       |  |